# Willebadessen
Willebadessen ist eine Kleinstadt in Nordrhein-Westfalen und gehört zum Kreis Höxter im Regierungsbezirk Detmold. Die Stadt liegt im Osten des Regierungsbezirkes mitten im Naturpark Teutoburger Wald/Eggegebirge. Für den heutigen Ortsnamen Willebadessen gibt es die historischen Bezeichnungen Wilbadessen, Wilbodessen, Wilbossen, Wylbodessen, Wylbodisßen. In Willebadessen, das sich auf einer Fläche von rund 128 km² erstreckt, leben etwa 8100 Einwohner.

## Geografie

### Geografische Lage
Willebadessen liegt im Osten von Nordrhein-Westfalen am östlichen Rand des Eggegebirges (südliche Verlängerung des Teutoburger Waldes) und wird von dem kleinen Fluss Nethe durchzogen, die im Nachbarort Bad Driburg-Neuenheerse entspringt und schließlich bei Höxter-Godelheim in die Weser einmündet. Der höchste Punkt der Stadt liegt im Naturschutzgebiet Teutoniaklippen und Teutonia auf 430 m ü. NHN, der tiefste Punkt an der Zentralkläranlage Niesen auf 160 m ü. NHN.

### Geologie

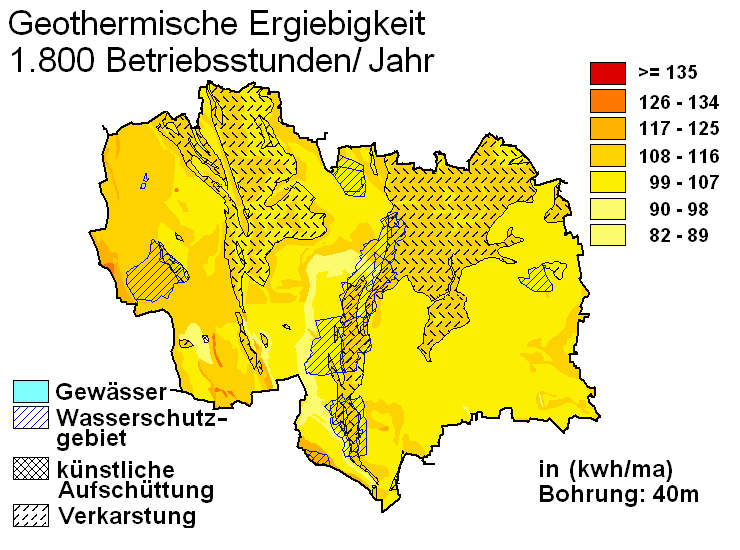
Geothermische Karte von Willebadessen

Die an die Oberfläche tretenden Festgesteine bildeten sich im Erdmittelalter vor etwa 245 bis 95 Millionen Jahren aus Meeres- und Flusssedimentationen. Die oberflächennahen Lockergesteine stammen aus dem Eiszeitalter und sind damit deutlich jünger (ca. 10.000 Jahre).
Insbesondere in der Warburger Börde im südöstlichen Abschnitt des Stadtgebiets, aber auch in Taleinschnitten bedecken Lockergesteine, zum Beispiel durch Wind abgelagerter Löss, auch Sand und Kies den Festgesteinsuntergrund. Dieser besteht im Gebiet des Eggegebirgskamms aus Sandsteinen der Unterkreide. Hingegen wird der östliche Gebirgsabfall bis zur Linie Selle – Willebadessen – Borlinghausen mit einigen Ausnahmen von Ton- und Mergelsteinen der Jura-, Keuper- und örtlich der Buntsandsteinzeit gebildet. Im östlichen Stadtgebiet finden sich Ton- und Mergelsteine, zum geringeren Teil auch Sand- und Dolomitsteine des Keupers.
Die verkarsteten Kalksteine der oberen und unteren Muschelkalkzeit bilden die wichtigsten Grundwasserleiter, sie dienen der Trinkwassergewinnung. An der Eggequelle tritt natürliches Mineralwasser zutage. Wegen teilweiser Lösung von Gips im Untergrund sind die Grundwässer jedoch zum Teil reich an Calciumsulfat, sodass sie nicht als Trinkwasser verwendet werden können.
Am Kamm der Egge herrschen Podsole vor. Der Osthang der Egge wird von Podsol-Braunerde und Braunerde-Podsolen bedeckt, die teilweise Staunässe aufweisen und daher als Weideland genutzt werden. Auch im Fahlenbruch nördlich von Schweckhausen sind staunasse Böden vorherrschend. Das östliche Gebiet der Kommune ist von sehr nährstoffreichen Rendzinen aus Karbonatgestein bedeckt. Im Gebiet flacher Hanglagen treten Parabraunerden auf, die ackerbaulich genutzt werden. In der Aue der Nethe finden sich sehr ertragsfähige tiefgründige braune Auenböden aus jungen schluffig-lehmigen Fließgewässersedimenten, die ebenfalls ackerbaulich genutzt werden.
Willebadessen eignet sich gut bis sehr gut zur Nutzung geothermischer Wärmequellen mittels Erdwärmesonde und Wärmegewinnung durch Wärmepumpenheizungen (vgl. dazu die nebenstehende Karte).

### Ausdehnung und Nutzung des Stadtgebiets
Das Gebiet der als „Große Landgemeinde“ klassifizierten Stadt Willebadessen erstreckt sich über eine Fläche von 128,13 km². In Nord-Süd-Richtung dehnt sich das Stadtgebiet ca. 13,2 km, in West-Ost-Richtung etwa 16 km aus.
| Fläche nach Nutzungsart | Landwirt- schafts- fläche | Wald- fläche | Gebäude-, Frei- und Betriebsfläche | Verkehrs- fläche | Wasser- fläche | Sport- und Grünfläche | sonstige Nutzung |
| ----------------------- | ------------------------- | ------------ | ---------------------------------- | ---------------- | -------------- | --------------------- | ---------------- |
| Fläche in km²           | 82,38                     | 35,14        | 3,86                               | 5,28             | 0,79           | 0,42                  | 0,26             |
| Anteil an Gesamtfläche  | 64,29 %                   | 27,42 %      | 3,01 %                             | 4,12 %           | 0,62 %         | 0,33 %                | 0,20 %           |

### Nachbargemeinden
An Willebadessen grenzen im Norden die Städte Bad Driburg und Brakel, im Osten die Stadt Borgentreich, im Süden die Stadt Warburg (alle Kreis Höxter). Im Westen grenzt Willebadessen an die Stadt Lichtenau im Kreis Paderborn.

### Stadtgliederung
| Ortsteil      | Einwohner | Ortsteile von Willebadessen |
| ------------- | --------- | --------------------------- |
| Altenheerse   | 0416      | Ortsteile von Willebadessen |
| Borlinghausen | 0421      | Ortsteile von Willebadessen |
| Eissen        | 0718      | Ortsteile von Willebadessen |
| Engar         | 0279      | Ortsteile von Willebadessen |
| Fölsen        | 0198      | Ortsteile von Willebadessen |
| Helmern       | 0195      | Ortsteile von Willebadessen |
| Ikenhausen    | 0164      | Ortsteile von Willebadessen |
| Löwen         | 0397      | Ortsteile von Willebadessen |
| Niesen        | 0564      | Ortsteile von Willebadessen |
| Peckelsheim   | 1901      | Ortsteile von Willebadessen |
| Schweckhausen | 0193      | Ortsteile von Willebadessen |
| Willebadessen | 3172      | Ortsteile von Willebadessen |
| Willegassen   | 0070      | Ortsteile von Willebadessen |
| Gesamt        | 8688      | Ortsteile von Willebadessen |

### Klima
Willebadessen gehört der gemäßigten Klimazone Mitteleuropas an und liegt im Bereich des subatlantischen Seeklimas. Die Winter sind unter atlantischem Einfluss meist mild und die Sommer mäßig warm. Die Jahresmitteltemperatur liegt bei ca. 8,5–9 °C.
Durch die Lage im subatlantischen Seeklima herrscht ganzjährig ein humides Klima mit relativ gleich verteilten Niederschlägen vor. Insgesamt fallen an der Messstation Borlinghausen im langjährigen Mittel 862 mm Niederschlag jährlich.
Für Willebadessen sind lediglich Niederschlagsdaten verfügbar, daher werden zur Darstellung der Temperaturen Daten der in etwa 15 Kilometern Entfernung nördlich angrenzenden und rund 90 Meter tiefer gelegenen Stadt Bad Driburg herangezogen.
|                        | Jan  | Feb  | Mär  | Apr  | Mai  | Jun  | Jul  | Aug  | Sep  | Okt  | Nov  | Dez  |   |       |
| Mittl. Temperatur (°C) | −0,1 | 0,5  | 3,4  | 7,2  | 11,7 | 14,9 | 16,4 | 15,9 | 12,8 | 9,0  | 4,3  | 1,3  | ⌀ | 8,1   |
| Mittl. Tagesmax. (°C)  | 5,2  | 5,5  | 6,3  | 11,2 | 14,1 | 17,5 | 20,6 | 19,6 | 16,2 | 12,3 | 7,2  | 4,9  | ⌀ | 11,7  |
| Mittl. Tagesmin. (°C)  | −3,3 | −2,3 | 1,4  | 6,0  | 10,5 | 13,6 | 14,5 | 14,9 | 10,6 | 5,4  | 2,0  | −2,2 | ⌀ | 6     |
|                        |      |      |      |      |      |      |      |      |      |      |      |      |   |       |
| Niederschlag (mm)      | 76,7 | 60,3 | 72,1 | 64,7 | 68,4 | 80,8 | 78,5 | 72,6 | 60,5 | 55,2 | 77,0 | 95,4 | Σ | 862,2 |

| −3,3 |

| −2,3 |

| 1,4 |

| 6,0 |

| 10,5 |

| 13,6 |

| 14,5 |

| 14,9 |

| 10,6 |

| 5,4 |

| 2,0 |

| −2,2 |

| −3,3 |

| −2,3 |

| 1,4 |

| 6,0 |

| 10,5 |

| 13,6 |

| 14,5 |

| 14,9 |

| 10,6 |

| 5,4 |

| 2,0 |

| −2,2 |

Niederschlagsdiagramm Borlinghausen

Zum Klima in der Region Ostwestfalen-Lippe, zu der die Stadt gehört, siehe auch den Artikel Klima in Ostwestfalen-Lippe.

## Geschichte

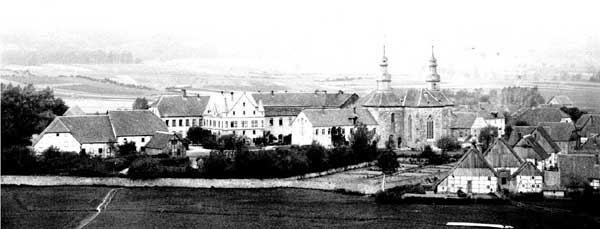
Klosteranlage des ehem. Benediktinerinnenklosters Willebadessen um 1910

Willebadessen wird zum ersten Mal in einer Urkunde vom 8. Dezember 1065 unter dem Namen Wilbutissun erwähnt, zur Zeit des deutschen Königs und späteren Kaisers Heinrich IV., der durch seinen Gang nach Canossa im Jahr 1077 Berühmtheit erlangte. König Heinrich IV. schenkte 1065 seinem ehemaligen Lehrer, dem Erzbischof Adalbert von Hamburg-Bremen, einen Forst „Herescephe (Herrschaft)“ im Gau Engern. In der genannten Urkunde wird als Grenze davon angegeben: „Von der Mündung der Ambrinna (Emmer) das Ufer der Wisera (Weser) hoch bis zur Mündung der Dimila (Diemel) und von der Dimila aufwärts bis zum Dorf Scerna (Scherfede) und von dort aus durch die nach Norden verlaufende Linie der Dörfer Burchartinchusen (Borlinghausen), Wilbvtissun (Willebadessen), Altinherise (Altenheerse), Langineissina (Langeneissen), Dringin (Dringen), Tutenhusun (Donhausen), Eumissum und Bellictors bis zur Ambrinna (Emmer) und diesen Fluss hinunter bis zur Wisera.“
Willebadessen gehörte seit der Gründung zur weltlichen Herrschaft des deutschen Bistums Paderborn, ursprünglich im Herzogtum Sachsen. Ab dem 14. Jahrhundert bildete sich das Territorium Hochstift Paderborn (Hochstift) im Heiligen Römischen Reich, darin ab dem 16. Jahrhundert zum niederrheinisch-westfälischen Reichskreis. 1802/03 wurde das Hochstift vom Königreich Preußen besetzt. In napoleonischer Zeit war der Ort Teil des Königreiches Westphalen und dem Kanton Dringenberg unterstellt. Seit 1815 gehörte Willebadessen endgültig zum Königreich Preußen, ab 1871 war es Teil des Deutschen Reiches. Mit der Gründung des Kreises Warburg 1816 wurde Willebadessen Teil des Amtes Dringenberg, das 1856 mit dem Amt Gehrden zum Amt Dringenberg-Gehrden vereinigt wurde. Mit Auflösung des Kreises Warburg und des Amts Dringenberg-Gehrden 1975 durch das Sauerland/Paderborn-Gesetz wurde die Stadt Willebadessen Rechtsnachfolger der Ämter Peckelsheim und Dringenberg-Gehrden.
Von 1945 bis 1949 war Willebadessen Teil der britischen Besatzungszone, seit 1946 gehört es zum Bundesland Nordrhein-Westfalen. Während des Kalten Krieges unterhielt das 43. belgische Artilleriebataillon mit Stützpunkt in Brakel von 1963 bis 1993 eine mobile Flugabwehrraketenstellung vom Typ MIM-23 HAWK in Willebadessen.
Der heutige Ortsteil Engar war Sitz eines Rittergeschlechtes im Hochstift Paderborn.

### Religionen
Aufgrund seiner Zugehörigkeit zum ehemaligen Hochstift Paderborn ist die Bevölkerung Willebadessens traditionell mehrheitlich katholisch. Von 1149 bis 1810 existierte das Benediktinerinnenkloster Willebadessen. Die neun katholischen Pfarrgemeinden im Stadtgebiet sind im Pastoralen Raum Börde-Egge (Zusammenschluss der Pastoralverbünde Willebadessen-Peckelsheim und Borgentreicher Land) organisiert. Dieser gehört zum Dekanat Höxter im Erzbistum Paderborn.
Die evangelischen Einwohner gehören zur Evangelischen Kirchengemeinde Peckelsheim im Kirchenkreis Paderborn der Evangelischen Kirche von Westfalen.
Des Weiteren gibt es eine Gemeinde der Baptisten mit eigenem Gemeindehaus.
Ein Indiz für die Verteilung der Religionen kann die konfessionelle Zugehörigkeit der Willebadessener Schüler sein. Demnach gaben im Schuljahr 2006/2007 11,4 % der Schüler evangelisch, 61,1 % katholisch, 0,7 % islamisch als Religionszugehörigkeit an. 22,3 % gaben eine andere Religionszugehörigkeit und 4,4 % keine Konfession an.

### Eingemeindungen
Auf der Basis des Gesetzes zur Neugliederung der Gemeinden und Kreise des Neugliederungsraumes Sauerland/Paderborn (Sauerland/Paderborn-Gesetz) vom 5. November 1974 wurden die Städte Peckelsheim und Willebadessen sowie die Gemeinden Altenheerse, Borlinghausen, Eissen, Engar, Fölsen, Helmern (Amt Peckelsheim), Ikenhausen, Löwen, Niesen, Schweckhausen und Willegassen mit Wirkung zum 1. Januar 1975 zur Stadt Willebadessen zusammengeschlossen. In diesem Gesetz ist auch die Zugehörigkeit der Stadt zum Kreis Höxter geregelt.

### Einwohnerentwicklung
Die folgende Übersicht zeigt die Einwohnerentwicklung von Willebadessen seit 1961 im jeweiligen Gebietsstand. Bei den Zahlen handelt es sich ab 1975 um amtliche Fortschreibungen des Landesbetriebs Information und Technik NRW, Geschäftsbereich Statistik., die Angabe für 1987 ist ein Volkszählungsergebnis und die Zahlen ab 1990 sind Fortschreibungen auf Basis der Ergebnisse der Volkszählung von 1987, ab 2011 auf Basis des Zensus 2011. Die Angaben beziehen sich vor 1985 auf die Wohnbevölkerung und ab diesem Zeitpunkt auf die Bevölkerung am Ort der Hauptwohnung.

Einwohnerentwicklung von 1961 bis 2017 nach nebenstehenden Tabellen. Obere Kurve nach dem heutigen Gebietsstand

Willebadessen nach dem damaligen Gebietsstand
| Jahr            | Einwohner |
| --------------- | --------- |
| 1961 (6. Juni)  | 1.939     |
| 1970 (27. Mai)  | 2.026     |
| 1974 (30. Juni) | 2.151     |

Willebadessen nach dem heutigen Gebietsstand
| Jahr            | Einwohner |
| --------------- | --------- |
| 1961 (6. Juni)  | 7.481     |
| 1970 (27. Mai)  | 7.672     |
| 1974 (30. Juni) | 7.688     |
| 1975 (31. Dez.) | 7.665     |
| 1980 (31. Dez.) | 7.784     |
| 1985 (31. Dez.) | 7.587     |
| 1987 (25. Mai)  | 7.822     |
| 1990 (31. Dez.) | 8.234     |

| Jahr            | Einwohner |
| --------------- | --------- |
| 1995 (31. Dez.) | 8.959     |
| 2000 (31. Dez.) | 9.103     |
| 2005 (31. Dez.) | 8.799     |
| 2008 (31. Dez.) | 8.649     |
| 2011 (30. Juni) | 8.483     |
| 2012 (31. Dez.) | 8.343     |
| 2017 (31. Dez.) | 8.227     |
| 2018 (31. Dez.) | 8.142     |

| Jahr            | Einwohner |
| --------------- | --------- |
| 2022 (31. Dez.) | 8.288     |

## Politik

### Stadtrat
Die folgende Tabelle zeigt die Zusammensetzung des Stadtrates und die Kommunalwahlergebnisse seit 1975:
|                                                                                                  | CDU Nordrhein-Westfalen | CDU Nordrhein-Westfalen | SPD Nordrhein-Westfalen | SPD Nordrhein-Westfalen | FDP Nordrhein-Westfalen | FDP Nordrhein-Westfalen | Bündnis 90/Die Grünen | Bündnis 90/Die Grünen | CWG 1 | CWG 1   | WGB 2 | WGB 2   | Einzel- bewerber | Einzel- bewerber | Gesamt 3 | Gesamt 3                      | Wahl- beteiligung |
| Wahlperiode                                                                                      | %                       | Mandate                 | %                       | Mandate                 | %                       | Mandate                 | %                     | Mandate               | %     | Mandate | %     | Mandate | %                | Mandate          | %        | Gesamtanzahl der Sitze im Rat | %                 |
| 1975–1979                                                                                        | 60,11                   | 17                      | 22,49                   | 06                      | 05,73                   | 1                       | –                     | –                     | 11,67 | 3       | –     | –       | −                | −                | 100      | 27                            |                   |
| 1979–1984                                                                                        | 50,92                   | 14                      | 24,27                   | 06                      | 06,55                   | 2                       | –                     | –                     | 17,06 | 5       | –     | –       | 0                | 1,2              | 100      | 27                            | 82,65             |
| 1984–1989                                                                                        | 48,36                   | 14                      | 23,78                   | 07                      | 03,84                   | 0                       | –                     | –                     | 17,60 | 5       | 6,43  | 1       | −                | −                | 100      | 27                            | 79,74             |
| 1989–1994                                                                                        | 40,80                   | 11                      | 28,88                   | 08                      | 10,60                   | 3                       | –                     | –                     | 19,72 | 5       | FDP   | –       | −                | −                | 100      | 27                            | 79,05             |
| 1994–1999                                                                                        | 49,51                   | 14                      | 30,49                   | 09                      | 04,25                   | 0                       | –                     | –                     | 10,72 | 3       | FDP   | –       | −                | −                | 100      | 29                            | 85,04             |
| 1999–2004                                                                                        | 60,28                   | 16                      | 31,65                   | 08                      | –                       | –                       | 2,12                  | 1                     | 05,95 | 1       | –     | –       | −                | −                | 100      | 26                            | 66,76             |
| 2004–2009                                                                                        | 68,51                   | 18                      | 26,30                   | 07                      | –                       | –                       | 3,19                  | 1                     | –     | –       | –     | –       | −                | −                | 100      | 26                            | 67,01             |
| 2009–2014                                                                                        | 57,42                   | 15                      | 34,72                   | 09                      | 07,87                   | 2                       | –                     | –                     | –     | –       | –     | –       | −                | −                | 100      | 26                            | 62,28             |
| 2014–2020                                                                                        | 56,20                   | 15                      | 43,80                   | 11                      | –                       | –                       | –                     | –                     | –     | –       | –     | –       | −                | −                | 100      | 26                            | 62,30             |
| 2020–                                                                                            | 60,29                   | 16                      | 39,71                   | 10                      | –                       | –                       | –                     | –                     | –     | –       | –     | –       | –                | –                | 100      | 26                            | 64,74             |
| Prozentanteile gerundet. Quellen: Landesdatenbank NRW; Landesbetrieb Information und Technik NRW |                         |                         |                         |                         |                         |                         |                       |                       |       |         |       |         |                  |                  |          |                               |                   |

1 Unabhängige Wählergemeinschaft

2 Wähler Gemeinschaft Bürgernähe (WGB): Ergebnisse 1994 und 1989: Wahlgemeinschaft mit der FDP, siehe FDP

3 ohne Berücksichtigung von Rundungsdifferenzen

### Bürgermeister
Bei den Kommunalwahlen 2020 setzte sich Norbert Hofnagel (CDU) mit 60,57 Prozent gegen Mario Schmidt (SPD) durch.
Sein Vorgänger war Hans Hermann Bluhm (CDU). Er trat bei der Wahl für das Bürgermeisteramt zunächst als Einzelbewerber an und wurde am 10. Oktober 2004 in einer Stichwahl gegen einen Kandidaten der CDU mit 57,7 % der gültigen Stimmen gewählt. Erst später wurde er Mitglied der CDU und als deren Kandidat am 30. August 2009 mit 63,92 % wiedergewählt. Sein Gegenkandidat, Paul Arens von der SPD, erhielt 36,08 %. Auch 2014 wurde Bluhm im Amt bestätigt (mit 59,8 %). Paul Arens von der SPD erhielt 40,2 %.

### Wappen
| Wappen der Stadt Willebadessen | Blasonierung: „In Gold (Gelb) unter einem roten, gotischen doppelten Torbogen, dessen Bögen oben mit dreizehn roten Kugeln besteckt sind, vorn der golden (gelb) nimbierte und blau gewandete heilige Vitus, der in der rechten Hand eine grüne Märtyrerpalme, in der linken einen goldenen (gelben) Ölkessel hält; hinten ein Bischof mit blauem silbern (weiß) verbrämten Mantel und rotem Untergewand, mit blauer und silbern (weiß) eingefasster Mitra, silbernem (weißem) Krummstab in der rechten und silbernem (weißem) Buch in der linken Hand.“ |
| Wappen der Stadt Willebadessen | Wappenbegründung: Das Wappen wurde am 17. Februar 1977 vom Regierungspräsidenten in Detmold verliehen. Die älteste bekannte Wappendarstellung von 1318 ist an das Wappen des Klosters Willebadessen angelehnt: vor einer gotischen Kirche standen die beiden Patrone St. Vitus und Maria. In dieser Darstellung war im Fuß ein Abbild des Bischofs von Paderborn. In einer Darstellung von 1908 wurde der Bischof nicht mehr berücksichtigt. Von der gotischen Kirche ist nur der Doppelbogen übrig geblieben. Die dreizehn Kugeln auf dem Torbogen repräsentieren die Stadtteile nach der kommunalen Neugliederung im Jahr 1975. Der heilige Vitus wurde übernommen, die Muttergottes wurde durch einen Bischof ersetzt. Dieser stammt aus dem Wappen der ehemaligen Stadt Peckelsheim, die heute Stadtteil von Willebadessen ist. |

### Banner
|  | 00Banner: „Das Banner ist gespalten von Blau und Gelb mit dem Wappen oberhalb der Mitte. In der Hauptsatzung ist ein Banner ohne Wappen beschrieben.“ |

### Städtepartnerschaften
Willebadessen unterhält keine Partnerschaften.

## Kultur und Sehenswürdigkeiten

### Museen
Die Stiftung Europäischer Skulpturenpark e. V. zeigt im Parkgelände um das ehemalige Benediktinerinnenkloster verschiedene Großplastiken, darunter die Großplastiken Zweiklang von Hans Huschka und die Betonskulptur Farbspiel von Herbert Aulich.

### Musik
In Willebadessen gibt es zwei allgemeine Musikvereine und einen Spielmannszug.

### Bauwerke

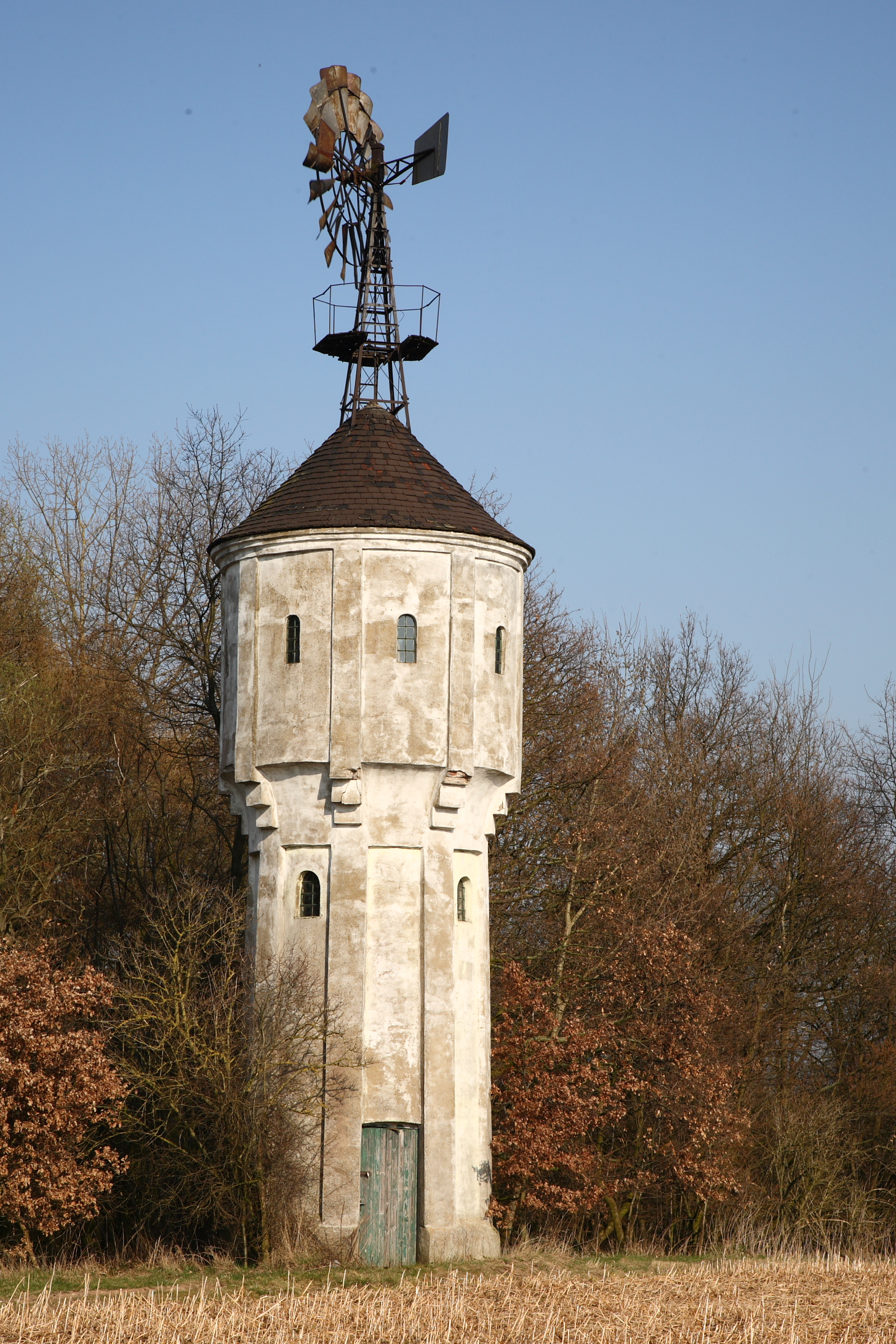
Wasserturm in Willebadessen

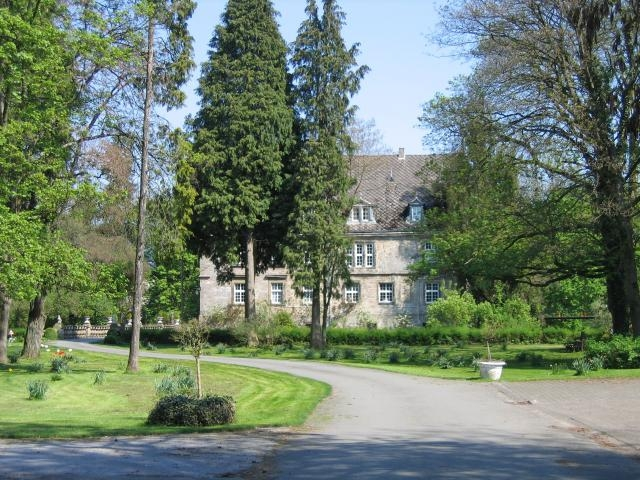
Wasserschloss Borlinghausen

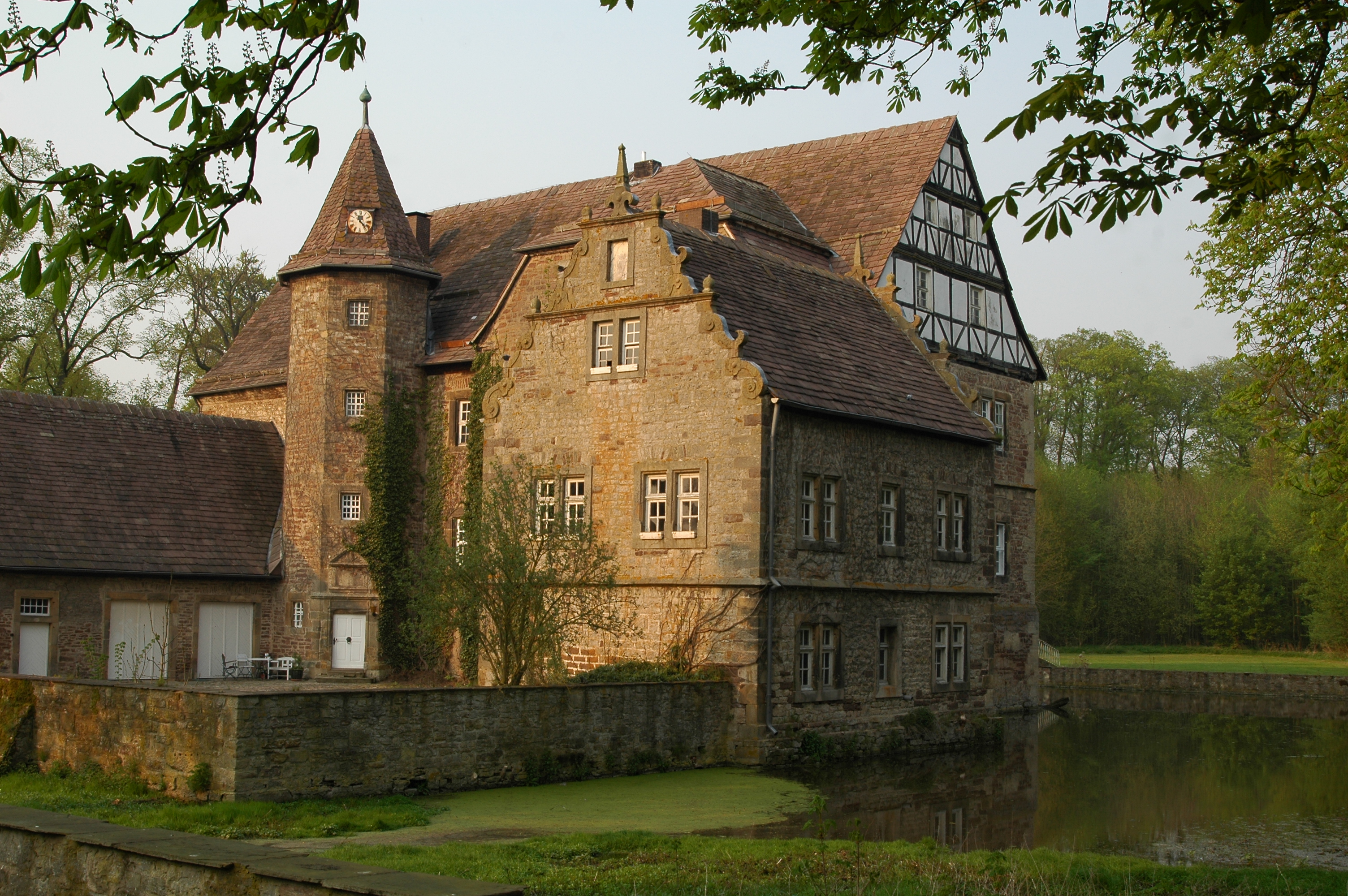
Schloss Schweckhausen

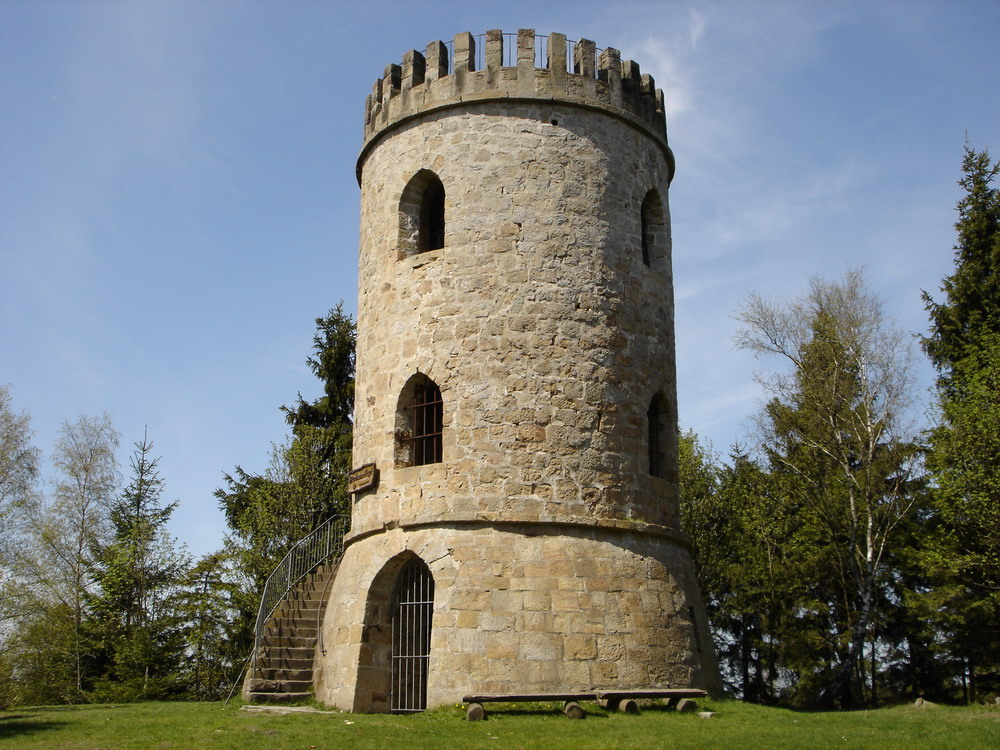
Aussichtsturm Bierbaums Nagel

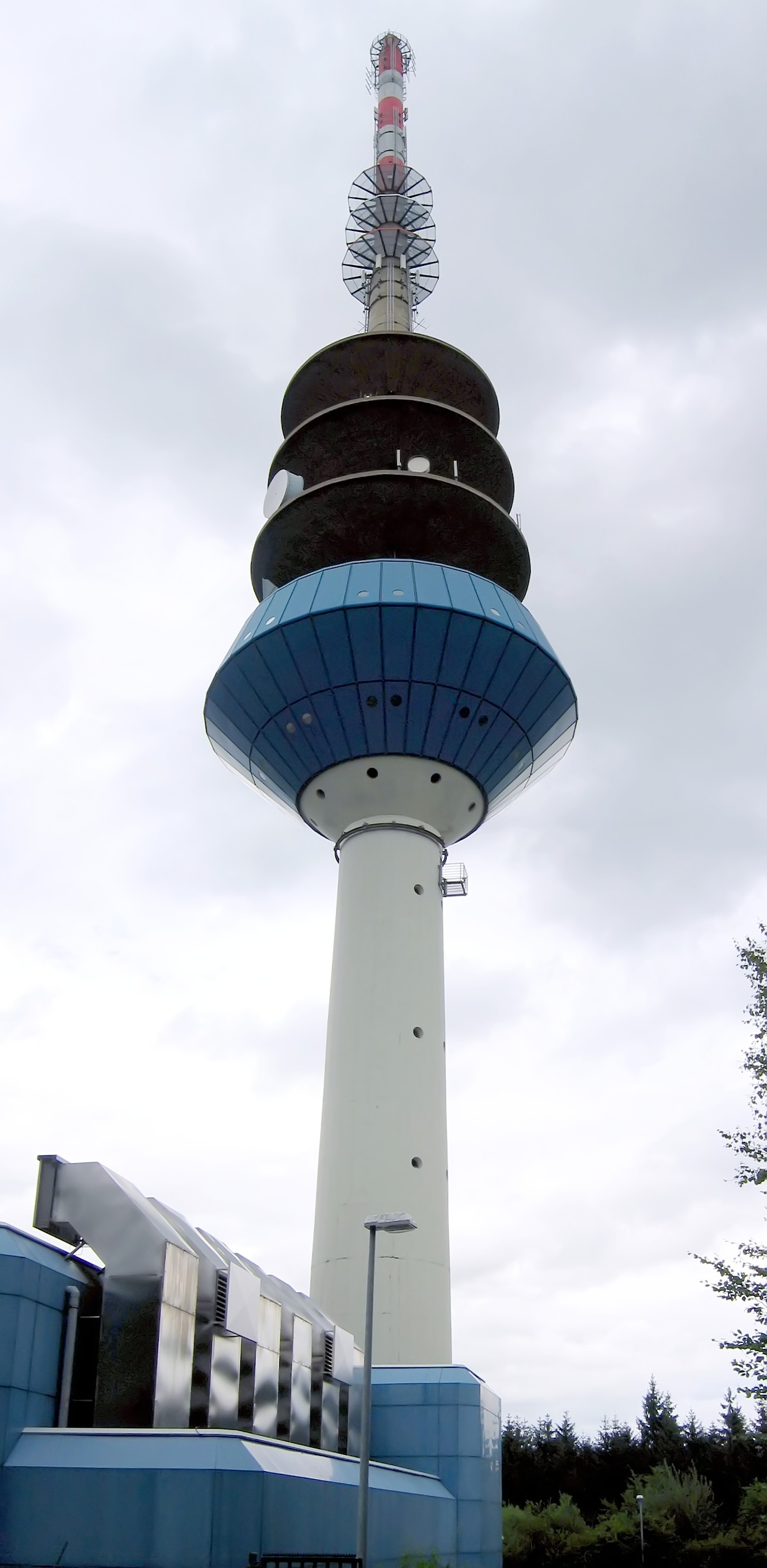
Fernmeldeturm Willebadessen

Das Benediktinerinnenkloster Willebadessen wurde 1149 gegründet und bestand bis zur Aufhebung 1810. Die Klosterkirche war ursprünglich eine kreuzförmige dreischiffige Pfeilerbasilika, die mehrfach umgebaut wurde. Heute dient die Kirche als Pfarrkirche. Sie trägt das Patrozinium des Stadtpatrons Vitus. Von den weiteren Klosterbauten sind die Abtei mit dem Kreuzgang erhalten. Diese Bauten kamen in wechselnden Besitz, seit 1871 der Freiherren von Wrede. Zeitweilig beherbergten die Gebäude die Stiftung Europäischer Skulpturenpark Willebadessen. Die Gründerkapelle des Klosters, die früher zweischiffig war und später verkleinert wurde, ist ebenfalls erhalten.
Die Vituskapelle liegt im Südosten der Stadt und ist Station der jährlichen Karfreitagsprozession. Die verputzte Kapelle ist sechseckig und hat ein Zeltdach mit einem Glockenreiter. Der Innenraum wird von vier schmalen Fenstern beleuchtet. Der Inschrift über dem Portal ist zu entnehmen, dass die Kapelle 1687 von der Äbtissin Anna Ursula von Keller erbaut wurde.
Der Wasserturm bei Willegassen/Schönthal wurde 1904 errichtet. Er verfügt über Intzewasserbehälter sowie ein Pumpenwindrad.
1338 verließen die Ritter von Spiegel ihre Burg auf dem Desenberg und ließen sich unter anderem in Borlinghausen nieder. Werner und Katharina ließen das Wasserschloss Borlinghausen bis 1587 neu errichten. Die zweiflügelige Anlage ist nach Süden und Westen ausgerichtet und hat einen achteckigen Treppenturm im Hof. Im frühen 17. Jahrhundert wurde der Nordgiebel errichtet.
Das Schloss Schweckhausen wurde im 16. Jahrhundert im Stil der Weserrenaissance von der Familie Spiegel errichtet. Heute ist die Wasserburg in Privatbesitz und dient der Erholung und Freizeitgestaltung mit Pferden.
Der Aussichtsturm Bierbaums Nagel steht im Eggegebirge bei Borlinghausen und ist der älteste Aussichtsturm in Ostwestfalen. 1849 wurde er von Julius Bierbaum errichtet, damit seine aus Kassel stammende Ehefrau bei Heimweh den Herkules, das Wahrzeichen ihrer Heimatstadt, sehen konnte.
Der Fernmeldeturm Willebadessen misst 152,5 Meter und wird von der Deutschen Telekom betrieben. Er wurde 1989 errichtet und dient dem Richtfunk, Mobilfunk und der Ausstrahlung digitaler Hörfunkprogramme im DAB+-Standard sowie des UKW-Programms von Radio Hochstift. Die Antennen für die öffentlich-rechtlichen Sender ZDF und WDR wurden mit der Einführung von DVB-T im Jahr 2007 abgebaut.
Der 1996 bis 2003 erbaute Eggetunnel ist 2880 m lang und liegt auf der Bahnstrecke von Hamm nach Warburg. Nachdem die Tunnelplanungen bei Neuenheerse im Jahr 1847 zu aufwändig waren, wurde dieser einröhrige und zweigleisige Eggetunnel erbaut. Er ersetzte damit die ursprüngliche, am 4. Oktober 1850 eröffnete, östlich verlaufende oberirdische Trassierung. Sie führte östlich des Paderborner Berges und der Teufelsküche zwischen Neuenheerse und Herbram-Wald, wurde jedoch mehrfach bei Hangrutschen zerstört und ließ nur mittlere Geschwindigkeiten zu. Etwas südlich der neuen Strecke wurde 1853 der Viadukt Willebadessen über das Tal des Rickebachs (Riekebach, Hellebach) errichtet.
Die Alte Eisenbahn liegt westlich von Willebadessen und ist heute ein Bodendenkmal. Nachdem man hier begonnen hatte, einen Eisenbahntunnel zu errichten, ging die Baufirma, die Köln-Minden-Thüringer Verbindungs-Eisenbahn-Gesellschaft (KMTVEG), in Konkurs und der Tunnel blieb unvollendet.

### Parks
Der Skulpturenpark ist mit 7 Hektar der größte Willebadessener Park. Er ist im Besitz der Stadt und öffentlich zugänglich. Im Bereich des einst hier befindlichen Benediktinerinnenklosters und im angrenzenden Kurpark wurden verschiedene moderne Skulpturen aufgestellt.
Der 3 Hektar große Schlosspark Schweckhausen ist in Privatbesitz, aber öffentlich zugänglich. Der Schlossgarten ist noch deutlich erkennbar, aber recht verwahrlost.
Der Schlosspark Borlinghausen ist ein in Privatbesitz befindliches nicht öffentlich zugängliches Areal von ca. 3 Hektar Größe. Der Landschaftsgarten ist gepflegt und bestimmt sich heute durch weite Rasenflächen und alten Baumbestand. Das historische Wegesystem ist größtenteils verändert. Hauptmerkmale sind ein großes rundes Wasserbecken mit Fontäne und eine historische Gartenskulptur sowie eine mehrere hundert Meter lange Lindenallee.
Der Schlosspark Niesen ist ebenfalls in Privatbesitz und nicht öffentlich zugänglich. Der Landschaftspark ist rund 3 Hektar groß. Der überwiegende Teil des Parks wird heute forstwirtschaftlich genutzt; allerdings sind am Herrenhaus neben dem Bestand an alten Bäumen noch Teiche und Ausstattungen der ehemaligen Wasseranlagen erhalten.
Der Gutspark Helmern ist ein in Privatbesitz befindliches nicht öffentlich zugängliches Gelände von etwa 2 Hektar Größe. Dieser Landschaftspark wurde nordwestlich des Gutshauses vermutlich zur Mitte des 19. Jahrhunderts angelegt. Der zum Teil verwilderte historische Landschaftspark ist in seinen Grundzügen noch durch den Bestand an alten Bäumen erkennbar. Im Norden begrenzt eine alte Mauer die Anlage. Während der größte Teil heute als Weideland genutzt wird, ist in unmittelbarer Umgebung des Gutshauses eine Wiederanlage der Gartenanlagen sichtbar. Eine Kastanienallee säumt den in Richtung Süden verlaufenden Wirtschaftsweg.
Ferner beheimatet die Stadt ein Wildtiergehege am Eggegebirge.

### Naturdenkmäler

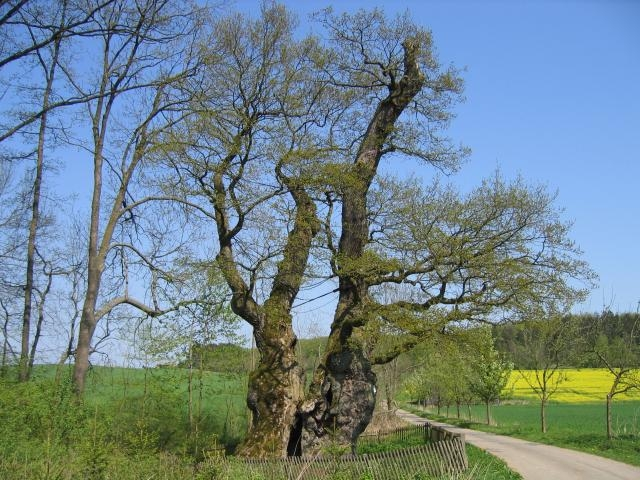
Tausendjährige Rieseneiche bei Borlinghausen

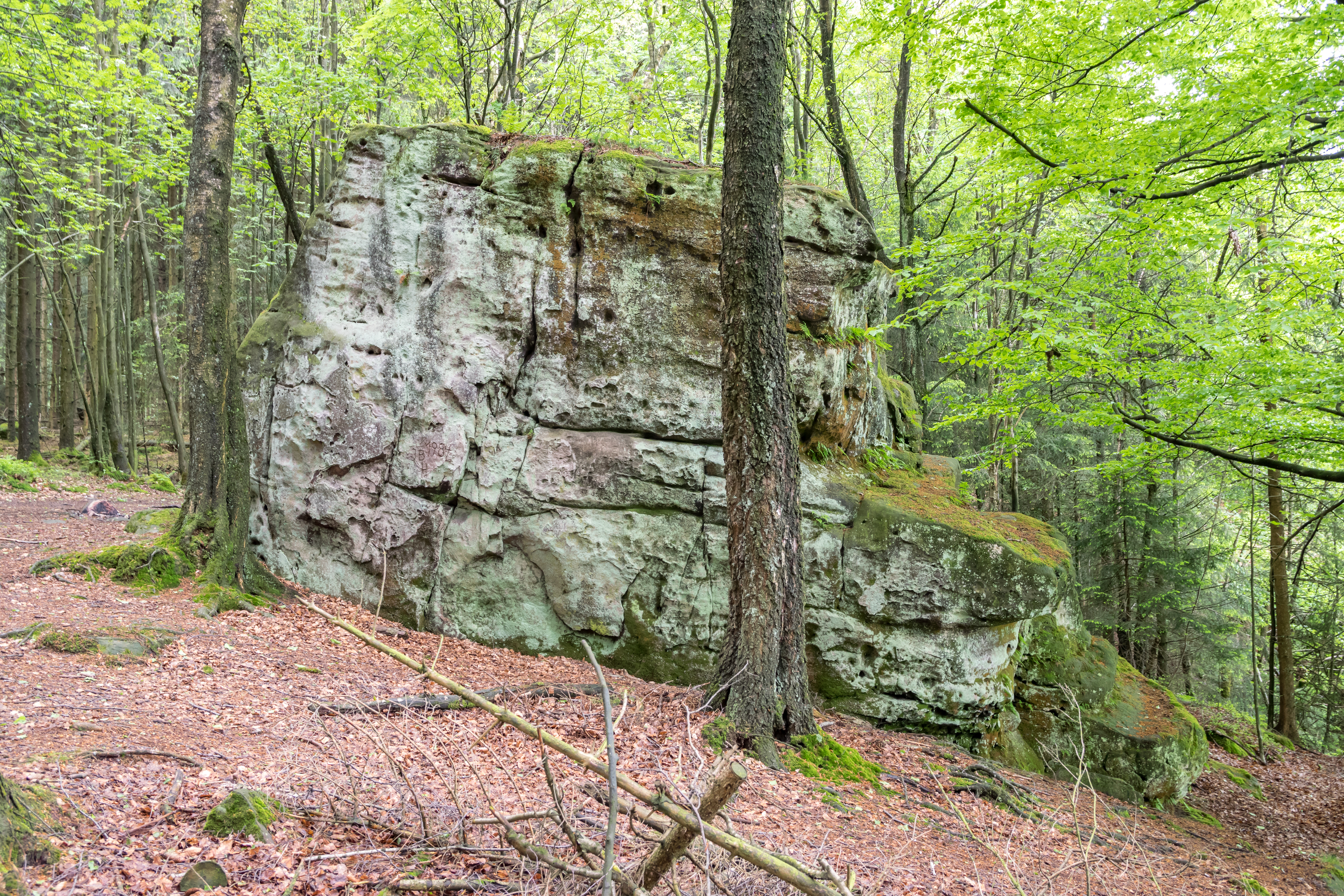
Fauler Jäger

Auf dem Weg von Borlinghausen nach Helmern steht eine tausendjährige Eiche. Einer Legende nach wurde sie von Karl dem Großen gepflanzt. Die Karlsschanze ist eine Wallburg bei Willebadessen, die den frühen Bewohnern der Gegend als Zufluchtsstätte diente.
In der Nähe der Karlsschanze steht ein Opferstein, der „Faule Jäger“. Er ist etwa 6,0 m hoch und hat einen Umfang von 24,0 m. Hier sollen heidnische Sachsen ihren obersten Gott Wodan angebetet und ihm Opfer dargebracht haben. Mit der Ausbreitung des Christentums hörten diese Opferfeste allmählich auf. Aus Wodan wurde der „Hakelbernd“ (Mantelträger) oder der „Wilde Jäger“.
Am Ostrand des Eggegebirges in Borlinghausen befindet sich das Naturschutzgebiet Teutoniaklippen und Teutonia. Die schroffen Sandsteinfelsen und der Blockschutt werden von einem Buchenwald eingefasst. Das Gebiet erstreckt sich über 78 Hektar und ist als EG-Vogelschutzgebiet ausgewiesen.
Weitere Naturschutzgebiete in Willebadessen sind der „Hirschstein“, das „Quellgebiet Bockskopf“, der „Königsblick“, der „Kuhkamp“, das Schutzgebiet „Nethe“ und die „Kalktriften Willebadessen“. Die Gebiete haben eine Gesamtgröße von etwa 971 ha.

### Sport
In der Stadt Willebadessen existieren zwölf allgemeine Sportvereine, die sich überwiegend dem Breitensport verschrieben haben. Fünf Tennisvereine ergänzen dieses Angebot. Außerdem gibt es Vereine die Wassergymnastik, Aquajogging, Schwimmsport Schießsport, Reitsport, Tanzsport oder Bewegungs-, Gesundheits- und Rehabilitationssport anbieten.
Es existieren zwei Großturnhallen sowie drei Sporthallen, die allesamt an Schulen angeschlossen sind. Darüber hinaus existiert die Sporthalle der TTG Ikenhausen.
Weiter gibt es fünf Tennisplätze und für die Wintersaison eine Tennishalle. Hinzu kommen sieben Sportplätze, sechs Bolzplätze und drei Kleinspielfelder.

### Regelmäßige Veranstaltungen
Jährlich gibt es am Karnevals-Sonntag einen Karnevalsumzug.
Am Sonntag nach dem 15. Juni wird das Vitusfest zu Ehren des Stadtpatrons mit einer Prozession begangen. Eine Woche später wird das Schützenfest von Samstag bis Montag gefeiert.
Im Spätherbst findet mit den „Winterträumen“ eine überregional bekannte Ausstellung im und um das Kloster statt.
Anfang Dezember ist in Willebadessen Weihnachtsmarkt.

## Wirtschaft und Infrastruktur

### Verkehr
Willebadessen liegt an der Landesstraße 828 (Scherfede – Horn-Bad Meinberg) und an der Landesstraße 763 (Kleinenberg – B 252). An den Ortsteilen Peckelsheim und Niesen führt die B 252 (Ostwestfalenstraße) direkt vorbei. Der Bahnhof Willebadessen an der Bahnstrecke Hamm–Warburg (Kursbuchstrecke 430) wurde zum 12. Dezember 2003 nach elf Jahren ohne Zughalte reaktiviert. Von hier fahren Züge im 120-Minuten-Takt in Richtung Warburg und Kassel bzw. Richtung Münster und Düsseldorf, Letztere durch den ebenfalls 2003 eröffneten Eggetunnel über Altenbeken und Paderborn. Mehrere Buslinien verbinden Willebadessen mit den umliegenden Ortschaften. Willebadessen gehört zum Nahverkehrsverbund Paderborn-Höxter (nph). Der nächste Verkehrsflughafen ist der Flughafen Paderborn/Lippstadt in rund 44 km Entfernung. Der Europäische Fernwanderweg E1, der von Schweden nach Italien verläuft, führt direkt an Willebadessen vorbei.

### Medien
Als Tageszeitungen erscheinen die Neue Westfälische und das Westfalen-Blatt, sie berichten an sechs Tagen pro Woche über lokale Ereignisse. Die Mantelausgabe beider Zeitungen wird von den jeweiligen Hauptredaktionen aus Bielefeld bezogen. Zudem erscheint vierteljährlich im Hochstift Paderborn die Zeitschrift Die Warte für die Kreise Paderborn und Höxter mit Beiträgen zur Regionalgeschichte, Literatur und Kunst.
Willebadessen gehört zum Berichtsgebiet des Regionalstudios Bielefeld des WDR. Im Gebiet des Hochstifts Paderborn, zu dem auch Willebadessen gehört, gibt es seit 1991 den Radiosender Radio Hochstift, der insbesondere regionale Themen aufgreift und dessen Sendegebiet die Kreise Paderborn und Höxter sind.

### Öffentliche Einrichtungen
Die Stadt Willebadessen verfügt über eine Freiwillige Feuerwehr mit etwa 500 Mitgliedern. Den Löschzügen Willebadessen und Peckelsheim sind jeweils ein baugleiches Hilfeleistungslöschgruppenfahrzeug 20 sowie weitere Groß- und Sonderfahrzeuge zugeordnet. Zusätzlich ist beim Löschzug Willebadessen ein Gerätewagen Logistik stationiert, der vom Land NRW dem Katastrophenschutz des Kreises Höxter zugeteilt wurde. In zehn Stadtteilen sind Löschgruppen mit je einem Tragkraftspritzenfahrzeug installiert. Zur Nachwuchsförderung gibt es in vier Stadtteilen eine Jugendfeuerwehr.
Im Ortsteil Peckelsheim sind der Rettungsdienst Kreis Höxter mit zwei Rettungswagen und einem Krankentransportwagen, die DLRG OG Peckelsheim e. V. mit einem Gerätewagen Wasserrettung und einem Motorrettungsboot und der DRK OV Peckelsheim e. V. stationiert.

### Bildung
Im Stadtgebiet existieren zwei Grundschulen, Schule an den 7 Quellen in Willebadessen und Sankt-Nikolaus-Grundschule in Peckelsheim. Durch den Zusammenschluss der Haupt- und Realschule im Ortsteil Peckelsheim entstand die Eggeschule Peckelsheim (Sekundarstufe 1). Die Förderschule Hüssenbergschule Peckelsheim wurde 2013 geschlossen. Im Jahr 2007 wurden an den Schulen der Stadt mit 74 Lehrkräften insgesamt 1097 Schüler unterrichtet, davon 38,3 % an den Grundschulen, 26,8 % an der Hauptschule und 30,3 % an der Realschule sowie 5,6 % an der Förderschule.
Für die frühkindliche Bildung gibt es in Willebadessen vier Kindergärten. Träger sind die Stadt, die katholische Kirchengemeinde und zwei Elterninitiativen. Der Volkshochschulzweckverband Diemel-Egge-Weser hat seine Hauptgeschäftsstelle in Warburg und betreibt in Willebadessen und Peckelsheim Zweigstellen. Die Volkshochschule macht Kursangebote für die Erwachsenenbildung. Die Stadt unterhält darüber hinaus Büchereien in Peckelsheim und Willebadessen.
Eine benediktische Frauenkommunität unterhält das christliche Bildungswerk Die Hegge. Ferner existiert das Seminarzentrum velcrea in den ehemaligen Klostergebäuden.

### Ansässige Unternehmen
Willebadessen zeichnet sich durch eine mittelständische Wirtschaftsstruktur aus. Großunternehmen sind nicht ansässig. Bedeutendster Erwerbszweig in absoluten Zahlen ist das Erziehungswesen, in dem 19,9 % der am Ort Beschäftigten tätig sind, dicht gefolgt vom Handel, in dem 18,1 % der am Ort Beschäftigten arbeiten. Die Beschäftigung in der Industrie liegt mit 11,3 % deutlich unter dem Durchschnitt (36,8 %) der Gemeinden gleichen Typs.
Im Stadtgebiet existieren zwei Gewerbegebiete, Willebadessen Gänsebruch mit Anbindung an die L 828 und Peckelsheim Nord-West mit Anbindung an die B 252 (Entfernung zur Auffahrt A 44 beträgt 18 km). Im Ortsteil Peckelsheim sind neben den Schulen und der Stadtverwaltung auch Niederlassungen der Deutschen Telekom, EAM Netz GmbH und Straßen.NRW.

## Auszeichnungen

### Bundeswettbewerb
Willebadessen ist einer von drei Sieger im Bundeswettbewerb Bioenergie-Kommunen 2016 des Bundesministerium für Ernährung und Landwirtschaft (BMEL).

## Persönlichkeiten

### Ehrenbürger
- Fritz Lippert († 1972), Heimatautor, 1966 Ernennung zum Ehrenbürger von Borlinghausen

### Söhne und Töchter der Stadt
- August Gockel (1826–1861), Komponist und Pianist
- Anton David (Jesuit) (1851–1931), Jesuit, Pädagoge, Rektor des Kollegs Stella Matutina
- Elisabeth Maria Anna Benedicta von Spiegel Freiin Spiegel von und zu Peckelsheim auf Gut Helmern, OSB (1874–1950), Äbtissin der Benediktinerinnenabtei St. Walburg in Eichstätt
- Hans Vogel (1887–1955), Politiker, Polizeipräsident und SA-Führer, im Stadtteil Borlinghausen geboren
- Elisabeth Hauptmann (1897–1973), Schriftstellerin und Mitarbeiterin Bertolt Brechts, geboren in Peckelsheim.
- Wisa von Westphalen (1910–1993) geb. Baroness Aloysia von Spiegel zu Peckelsheim auf Gut Helmern, Kunstmalerin